# الرجولة (فلم)
الرجولة هو فيلم درامي كوميدي أمريكي أُنتج في عام 2003، ومن إخراج بوبي روث وبطولة نيستور كاربونيل وجون ريتر وجانين جاروفالو . ويعد إكمالا لفيلم جاك الكلب وهو أيضًا الفيلم الأخير من بطولة ريتر الذي سيصدر في حياته.

## الحبكة
جاك (كاربونيل) هو زير نساء ومصور أزياء سابق، صار مسؤولاً عن ابن أخته ذو 17 عامًا، عندما تغادر لتبحث عن ذاتها. وبعد مغادرة أخته، يحاول جاك إحياء حياته المهنية مع إعادة إقامة علاقة مع ابن أخته وابنه. وفي خضم هذا كله، ينتقل زوج أخته السابق -إيلي (ريتر)- للعيش معه بعد أن فقد وظيفته.

## طاقم التمثيل
- نيستور كاربونيل: جاك
- جون ريتر:إيلي
- جانين جاروفالو:جيل
- بوني بيديليا:أليس
- نيك روث:تشارلي

## جوائز و ترشيحات
قُدم لمهرجان لودرديل السينمائي الدولي وفا زبوبي روث بجائزة أفضل إندي أمريكي.

## روابط خارجية
- مقالات تستعمل روابط فنية بلا صلة مع ويكي بيانات